# Băcioiu
Băcioiu – wieś w Rumunii, w okręgu Bacău, w gminie Corbasca. W 2011 roku liczyła 1994 mieszkańców.